# برادفورد بيركنز (مؤرخ)
برادفورد بيركنز (بالإنجليزية: Bradford Perkins)‏ هو مؤرخ أمريكي، ولد في 6 مارس 1925 في روتشستر في الولايات المتحدة، وتوفي في 29 يونيو 2008 في ميشيغان في الولايات المتحدة.